# Distrito de Dolj
Dolj es un distrito de Rumanía (judeţ) de la región de Valaquia. La capital del distrito es Craiova (314 437 hab.).
La población en el año 2000 era de 749 019 hab., con una densidad de 101 hab/km².

## Fronteras
- Distrito de Olt al este.
- Distrito de Mehedinţi al oeste.
- Distrito de Gorj y Vâlcea al norte.
- Bulgaria al sur - Provincia de Vidin, provincia de Montana y provincia de Vratsa.

## Demografía
En 2002, tenía una población de 734 231 hab. y la densidad de población era de 99 hab/km².
- Rumanos - en torno a 96%
- Rromas (Gitanos) - 3%
- Serbios y búlgaros casi el 1%.

## Geografía
Tiene un área total de 7414 km².
La totalidad del área es llana, una llanura con el río Danubio al sur, formando un amplio valle atravesado por en medio por el río  Jiu. Fluyen también otros pequeños ríos, cada uno formando pequeños valles interiores. Hay algunos lagos salpicando el distrito y muchos estanques y canales en el valle del Danubio.

## Economía
El distrito es eminentemente agrícola con una tierra idónea para el desarrollo de cereales, hortalizas y vinos. La industria está principalmente localizada en Craiova, la ciudad más grande del suroeste de Rumanía.
Las industrias predominantes del distrito son:
- Industria automovilística - Daewoo tiene una factoría, la cual tiene en la actualidad un conflicto laboral.
- Alta electricidad y equipamientos de transporte - Electroputere Craiova tiene la factoría más grande de este tipo de Rumanía.
- Industria aeronáutica.
- Industria química.
- Industria alimentaria y de bebidas.
- Industria textil.
- Industria de componentes mecánicos.

El distrito tiene dos puertos fluviales en el Danubio: Bechet y Calafat.

## Gente
- Marin Sorescu

## Turismo
Los principales destinos turísticos son:
- La ciudad de Craiova.
- La ciudad de Calafat.
- La pesca en el Danubio.

## Divisiones administrativas
El distrito tiene 3 ciudades con estatus de municipiu, 4 ciudades con estatus de oraș y 104 comunas.

### Ciudades con estatus demunicipiu
- Craiova
- Băileşti
- Calafat

### Ciudades con estatus deoraș
- Bechet
- Dăbuleni
- Filiași
- Segarcea

### Comunas
- Afumaţi
- Almăj
- Amărăştii de Jos
- Amărăştii de Sus
- Apele Vii
- Argetoaia
- Bârca
- Bistreț
- Botoşeşti-Paia
- Brabova
- Brădeşti
- Braloştiţa
- Bratovoeşti
- Breasta
- Bucovăţ
- Bulzeşti
- Călăraşi
- Calopăr
- Caraula
- Cârcea
- Cârna
- Carpen
- Castranova
- Catane
- Celaru
- Cerăt
- Cernăteşti
- Cetate
- Cioroiaşi
- Ciupercenii Noi
- Coşoveni
- Coţofenii din Dos
- Coţofenii din Faţă
- Daneţi
- Desa
- Dioşti
- Dobreşti
- Dobroteşti
- Drăgoteşti
- Drănic
- Fărcaş
- Galicea Mare
- Galiciuica
- Gângiova
- Gherceşti
- Ghidici
- Ghindeni
- Gighera
- Giubega
- Giurgiţa
- Gogoşu
- Goicea
- Goieşti
- Greceşti
- Întorsura
- Işalniţa
- Izvoare
- Leu
- Lipovu
- Măceşu de Jos
- Măceşu de Sus
- Maglavit
- Malu Mare
- Mârşani
- Melineşti
- Mischii
- Moţăţei
- Murgaşi
- Negoi
- Orodel
- Ostroveni
- Perişor
- Pieleşti
- Piscu Vechi
- Pleniţa
- Pleşoi
- Podari
- Poiana Mare
- Predeşti
- Radovan
- Rast
- Robăneşti
- Rojişte
- Sadova
- Sălcuţa
- Scăeşti
- Seaca de Câmp
- Seaca de Pădure
- Secu
- Siliştea Crucii
- Şimnicu de Sus
- Sopot
- Tălpaş
- Teasc
- Terpeziţa
- Teslui
- Ţuglui
- Unirea
- Urzicuţa
- Valea Stanciului
- Vârtop
- Vârvoru de Jos
- Vela
- Verbiţa